# Kocourekia
Kocourekia este un gen de insectă himenopteră din familia Eulophidae.